# Juchowo
Juchowo – wieś w Polsce położona w województwie zachodniopomorskim, w powiecie szczecineckim, w gminie Borne Sulinowo, nad jeziorem Juchowo. Założona w 1570 r. przez ród pomorski Kleszczów. 
W latach 1954–1959 wieś należała i była siedzibą władz gromady Juchowo, po jej zniesieniu w gromadzie Silnowo.
W miejscowości znajduje się siedziba Fundacji im. Stanisława Karłowskiego, prowadzącej od 2000 w dawnym majątku gospodarstwo biodynamiczne.

## Pałac
Wieś powstała w 1570, a jej założycielami byli wywodzący się z Radacza Asmus i Aleksander von Kleist. Majątek pozostawał w rękach von Kleistów do lat 70. XIX wieku. Do 1580 ukończono budowę pierwszej siedziby rodowej. W XVIII wieku postawiono na jej miejscu dwór o dwóch skrzydłach. Całą posiadłość rozbudowano znacząco za czasów Idy Seydwitz von Kleist, w latach 1864-1874, w formie trzyskrzydłowej rezydencji (Pałac w Juchowie) w stylu eklektyzmu. W 1874 wieś została zakupiona przez rodzinę Denningów z Pforzheim i pozostawała w jej rękach do 1945. W 1930 przebudowano pałac po pożarze. Wieś zyskała w tym czasie rozległy zespół budynków gospodarczych. Po 1945 w pałacu funkcjonowało więzienie, a do początku lat 80. szkoła i przedszkole. Działał tu PGR. W latach 80. XX wieku opuszczony pałac zaczął niszczeć. W 1990 nabyła go osoba prywatna, a w 2019 obiekt przejęło starostwo powiatowe. Obok pałacu znajduje się park o pow. 8 ha, założony w XVIII w. w oparciu o modny wówczas styl krajobrazowy. 
Neogotycki kościół  św. Antoniego z 1897 roku.

## Galeria

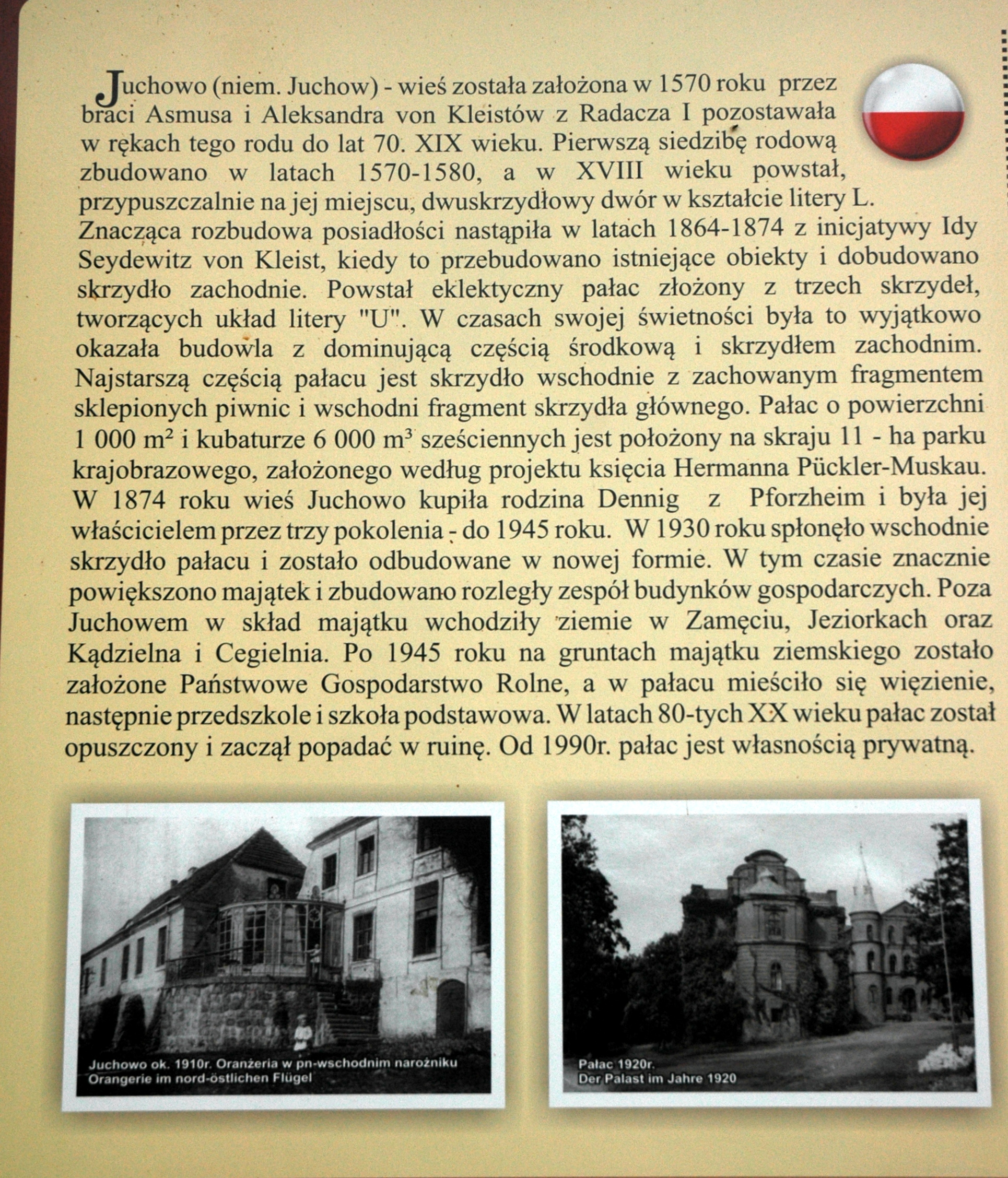
Tablica informacyjna
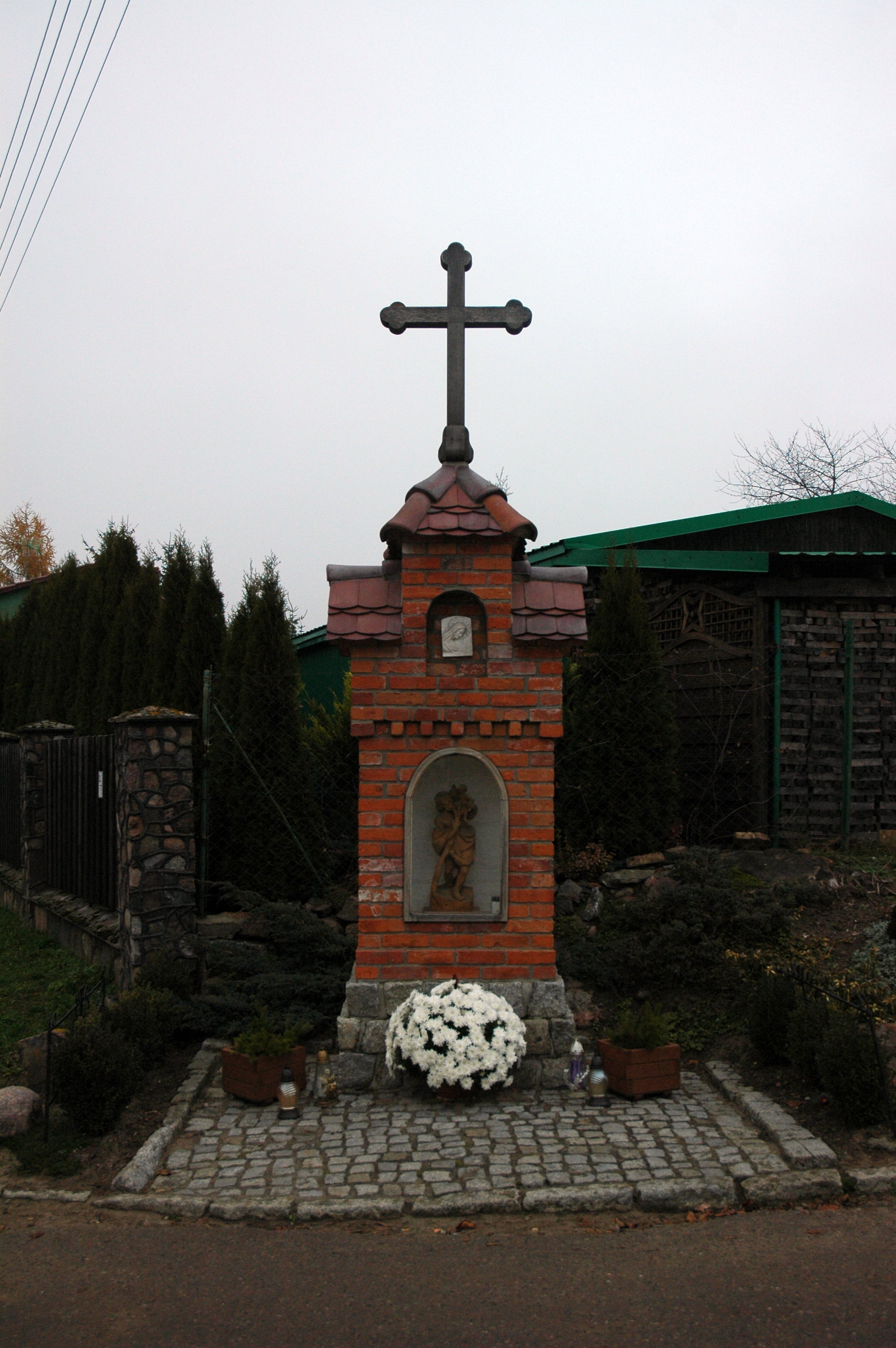
Krzyż przydrożny
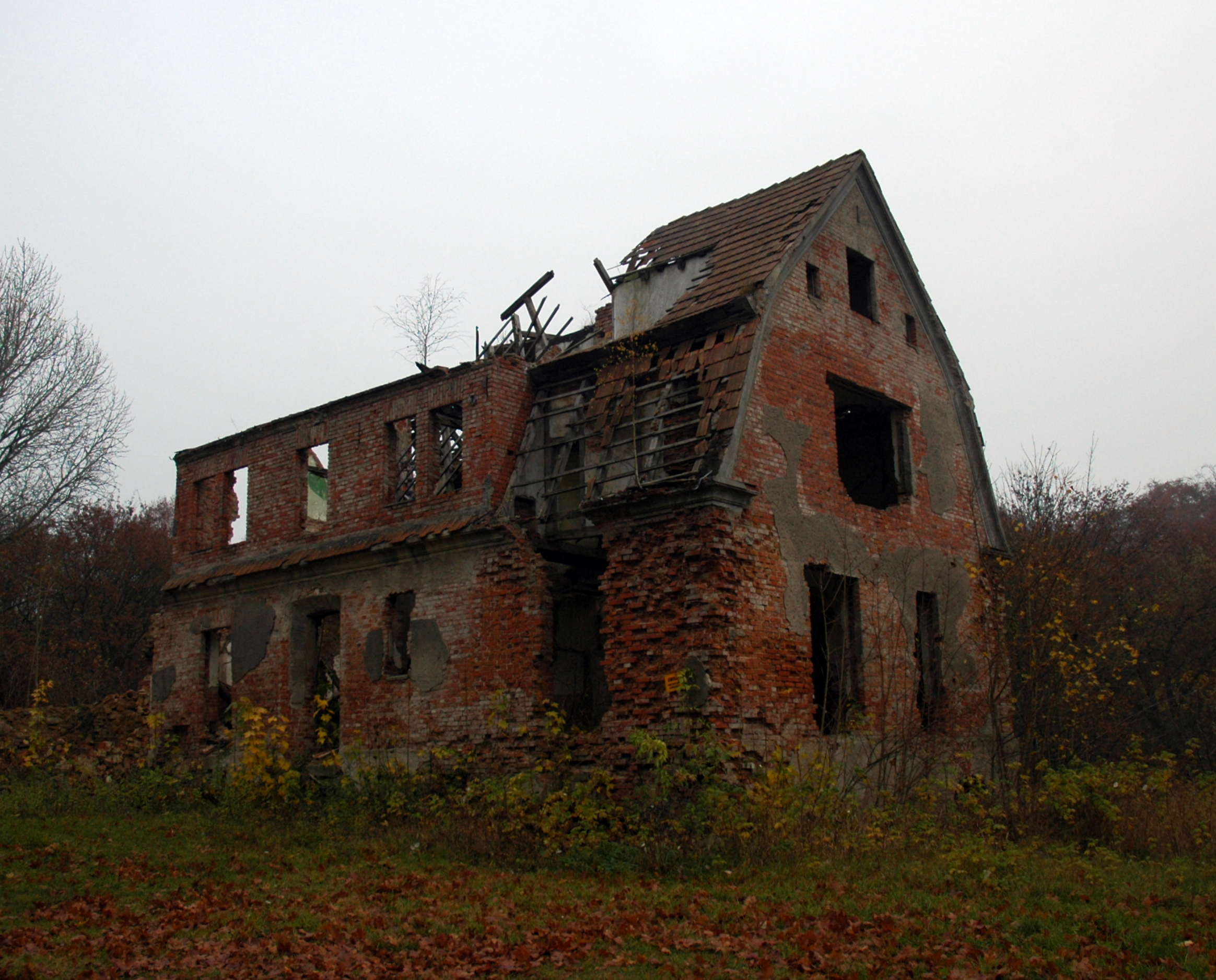
Ruiny pałacu
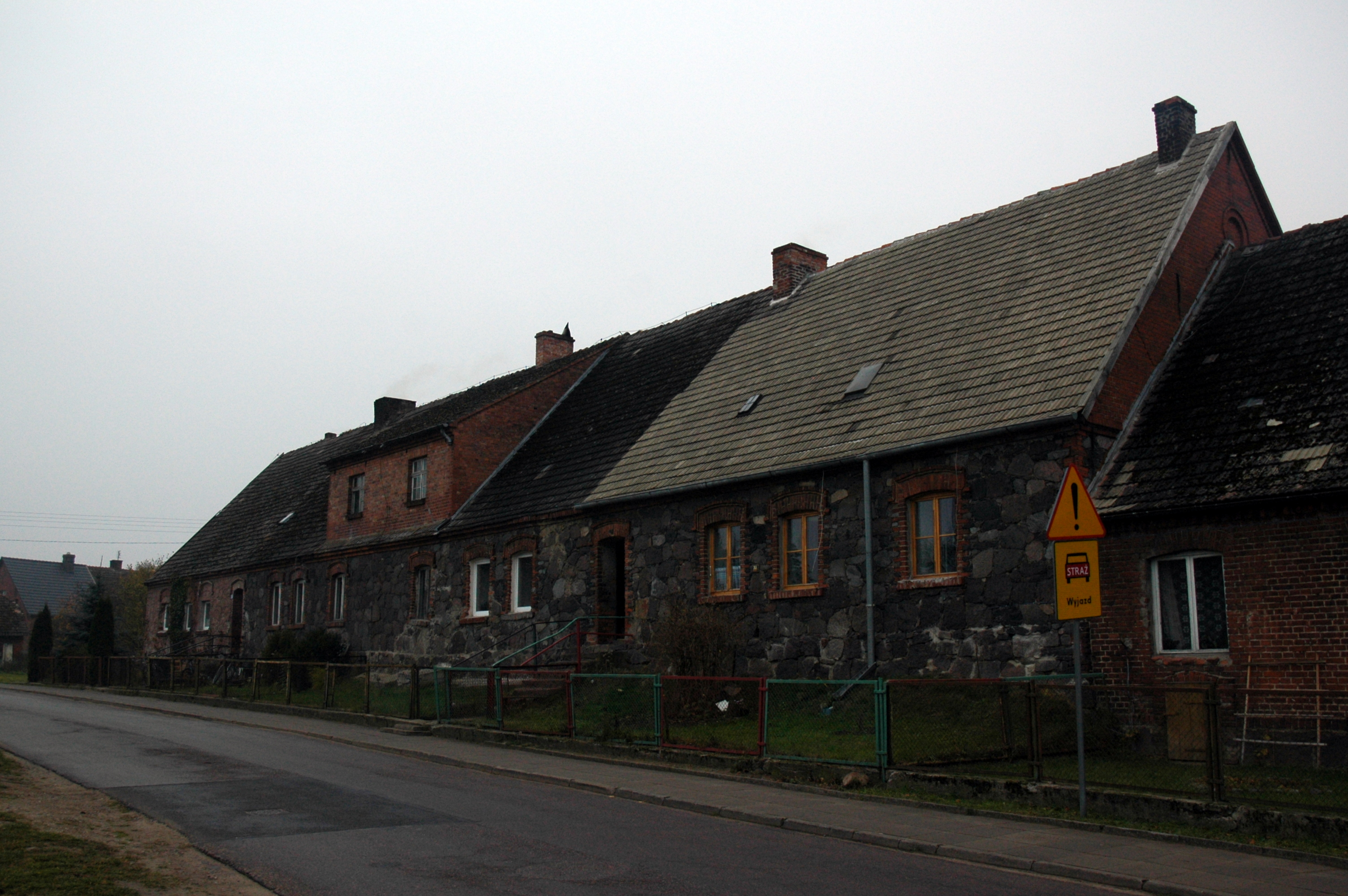
Zabudowa wiejska
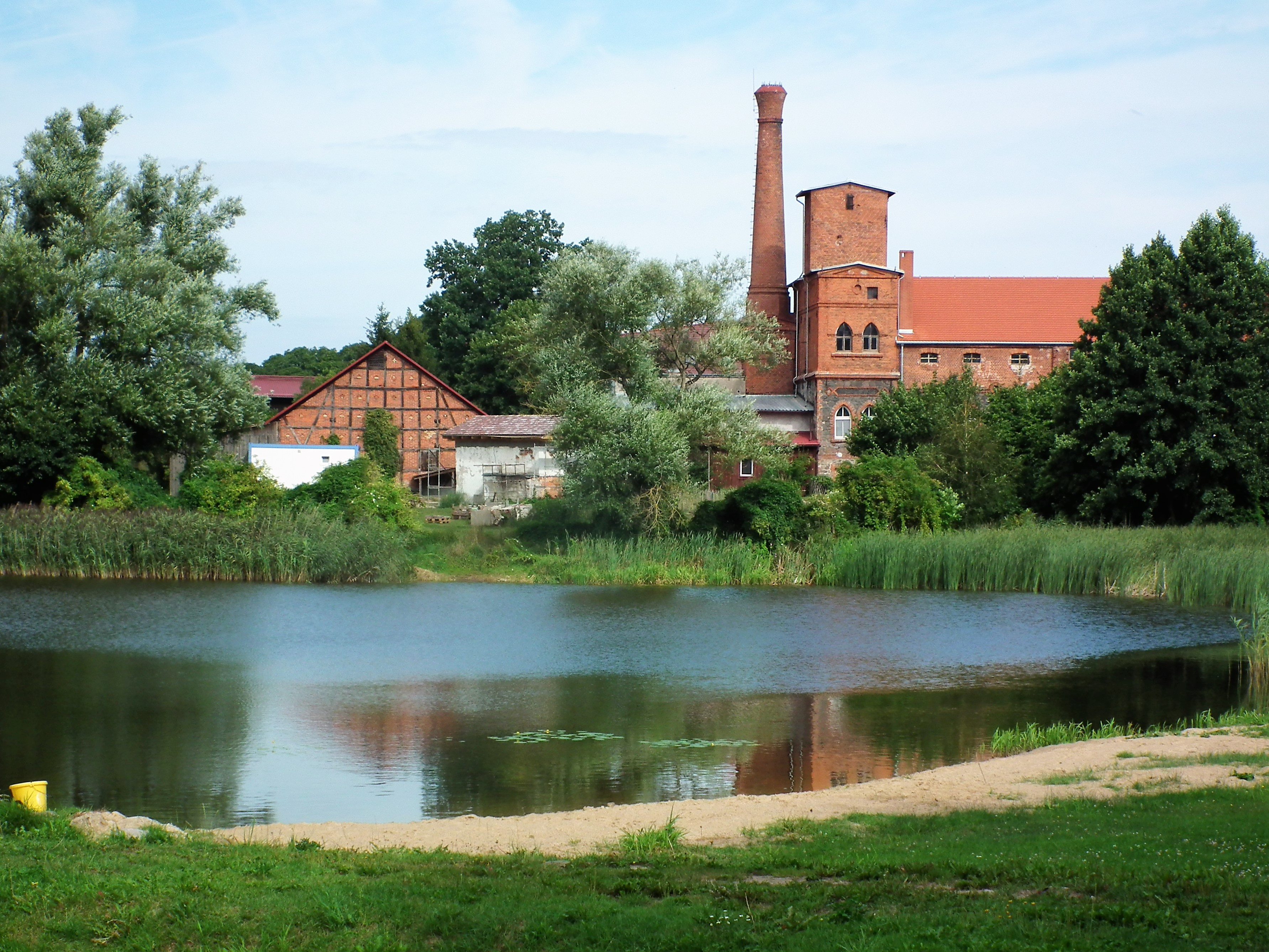
Jezioro Juchowo